# St. Josef (Attendorn)

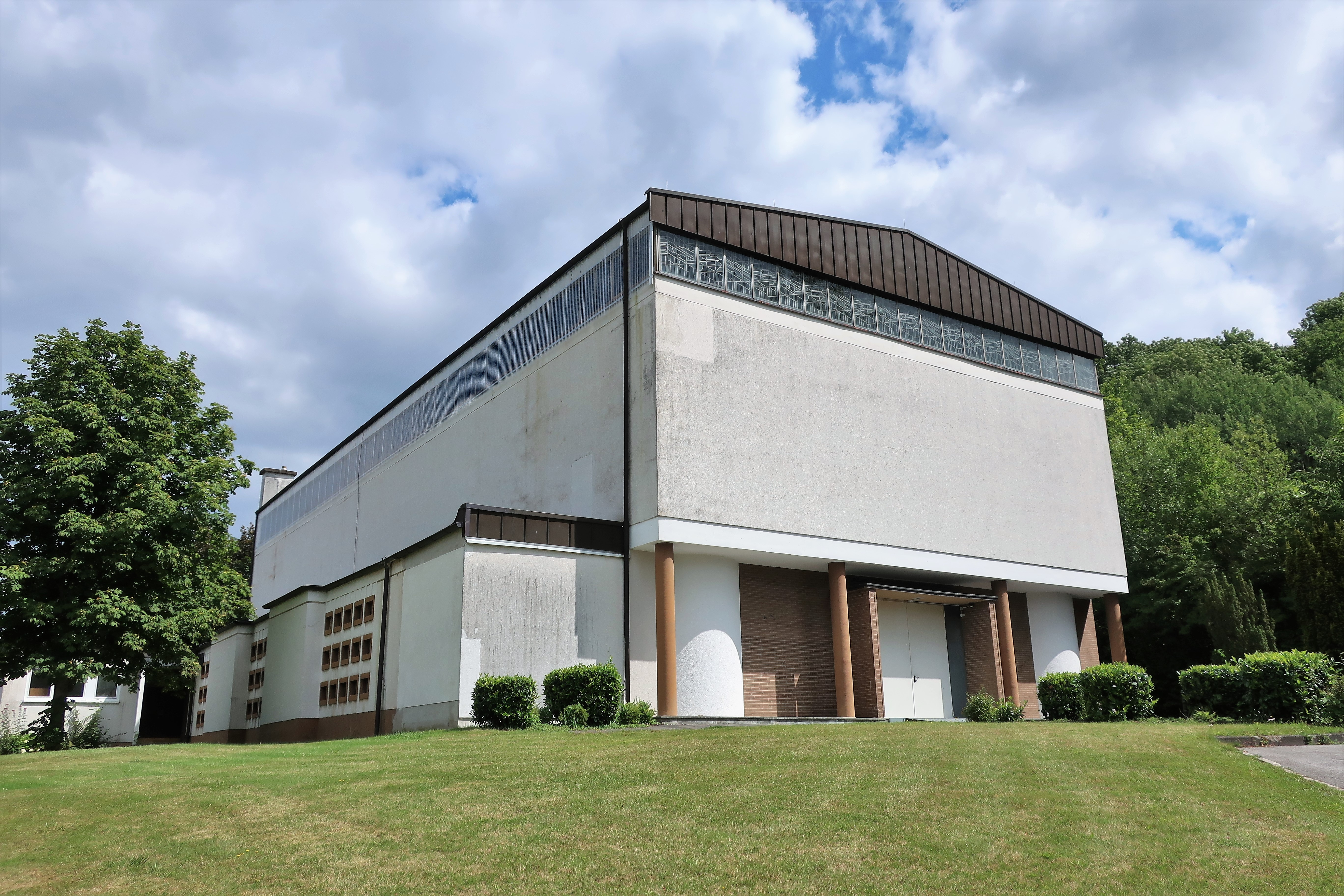
Ehemalige kath. St.-Josef-Kirche

Die ehemalige katholische Pfarrkirche St. Josef war ein stadtbildprägendes Kirchengebäude in Attendorn im Kreis Olpe (Nordrhein-Westfalen).

## Geschichte und Architektur
Nach der Erschließung des neuen Siedlungsgebietes Stürzenberg wurde der Neubau einer Filialkirche erforderlich. Das parallel zu einem Hang stehende Gebäude zeigt von der Sicht aus dem Tal heraus eine bemerkenswerte städtebauliche Wirkung. Es wurde von 1962 bis 1963 nach Plänen der Architekten Bernd und Otto Greitemann errichtet und am 22. Dezember 1962 vom Attendorner Pfarrer Richard Wurm geweiht. Das lange Kirchenschiff ist hell verputzt und mit einem nur wenig geneigten Satteldach gedeckt. Das quadratische Chorhaus ist größer und höher als das Schiff, verglaste Bahnen setzen Akzente. Der Altarraum ist angehoben und wird in der Decke durch Unterzüge betont. Der Bereich wird von schlanken Rundstützen getragen. Die auf Stützen gestellten Wände des Schiffes werden von Verglasungen des Lichtbandes begleitet, sie sind Arbeiten von Walter Klocke. Die rechte Raumseite wird durch eine Fertigbeton-Lichtwand mit kleinen Öffnungen betont. Die Wände des Seitenschiffes sind von Lichtwänden, im Wechsel mit Beichtstühlen gegliedert. Eine leicht gesattelte Decke wird von quer über den Raum gespannte Binder getragen. Das an der Stirnwand hängende Bronzekreuz wurde 1963 von Karl-Josef Hoffmann geschaffen. Die Kirche bot Platz für rund 400 Besucher.
Der 31 Meter hohe Turm stand auf einem rechteckigen Grundriss. Er war durch abgesetzte Wandscheiben und große rechteckige Schallöffnungen gegliedert und schloss flach ab.
Am 21. September 2013 wurde die Kirche in einer letzten heiligen Messe profaniert. Die Zeremonie führte der Paderborner Weihbischof Manfred Grothe durch. Anschließend wurde der baufällige Turm abgebrochen, die frühere Kirche wurde nun vom Bistum als Depot für sakrale Gegenstände genutzt. Diese Nutzung endete Ende Februar 2021,  im April wurde die Kirche abgebrochen. An ihrer Stelle errichtet die Gemeinnützige Gesellschaft der Franziskanerinnen zu Olpe den „Josefspark“, einen Gebäudekomplex, in dem ein Kindergarten, eine Außenwohngruppe eines Kinderheims und weitere Einrichtungen der GFO untergebracht werden sollen.

## Ausstattung
In der Orgel der Eggert Orgelbau-Anstalt aus Paderborn waren Teile der alten Orgel der Pfarrkirche St. Johannes Baptist verbaut. Das Geläut bestand aus vier Bronzeglocken aus dem Jahr 1971, die in der Glockengießerei Petit & Gebr. Edelbrock im Münsterland gefertigt wurden: Bonifacius (1050 Kilogramm), Hildegard (650 Kilogramm), Franziskus (450 Kilogramm) und Anna (200 Kilogramm). Eine Figur der Gottesmutter mit dem Jesuskind aus dem 14. Jahrhundert und eine Figur des Heiligen Josef aus der Josefskirche haben zur Erinnerung an das Gemeindeleben einen Platz in der Pfarrkirche St. Johannes Baptist gefunden.